# تهیتتوس (دهانه)
تهیتتوس یک دهانه برخوردی در ماه‌ است.